# Битва при Кремоне (200 до н. э.)
Битва при Кремоне состоялась в 200 году до н. э. между римлянами и галлами.
Галлы, в основном принадлежавшие к племенам инсубров и ценоманов, под предводительством карфагенянина по имени Гамилькар напали на римскую колонию Плацентия, а затем осадили находившуюся рядом Кремону. Гамилькар, скорее всего, действовал по собственной инициативе: римские послы пожаловались карфагенским властям на его действия, в результате чего карфагеняне осудили Гамилькара и конфисковали его имущество.
Претор Луций Фурий Пурпурион, командовавший римской армией, бросился на помощь колонистам и разбил галлов. Он был удостоен триумфа и из полученной добычи построил храм божества Вейовиса на острове на реке Тибр. Гамилькар был разбит и захвачен римлянами только три года спустя, в 197 году до н. э. (в битве при Минции).